# قلمرو تاکادا
قلمرو تاکادا (به ژاپنی: 高田藩, Takada han)، یک قلمرو فئودالی بود (هان (ژاپن)) تحت حکومت شوگون‌سالاری توکوگاوا در دوره ادو ژاپن بود. در ولایت اچیگو، در منطقه هوکوریکو هونشو واقع شده بود.